# 루돌프 부흐빈더

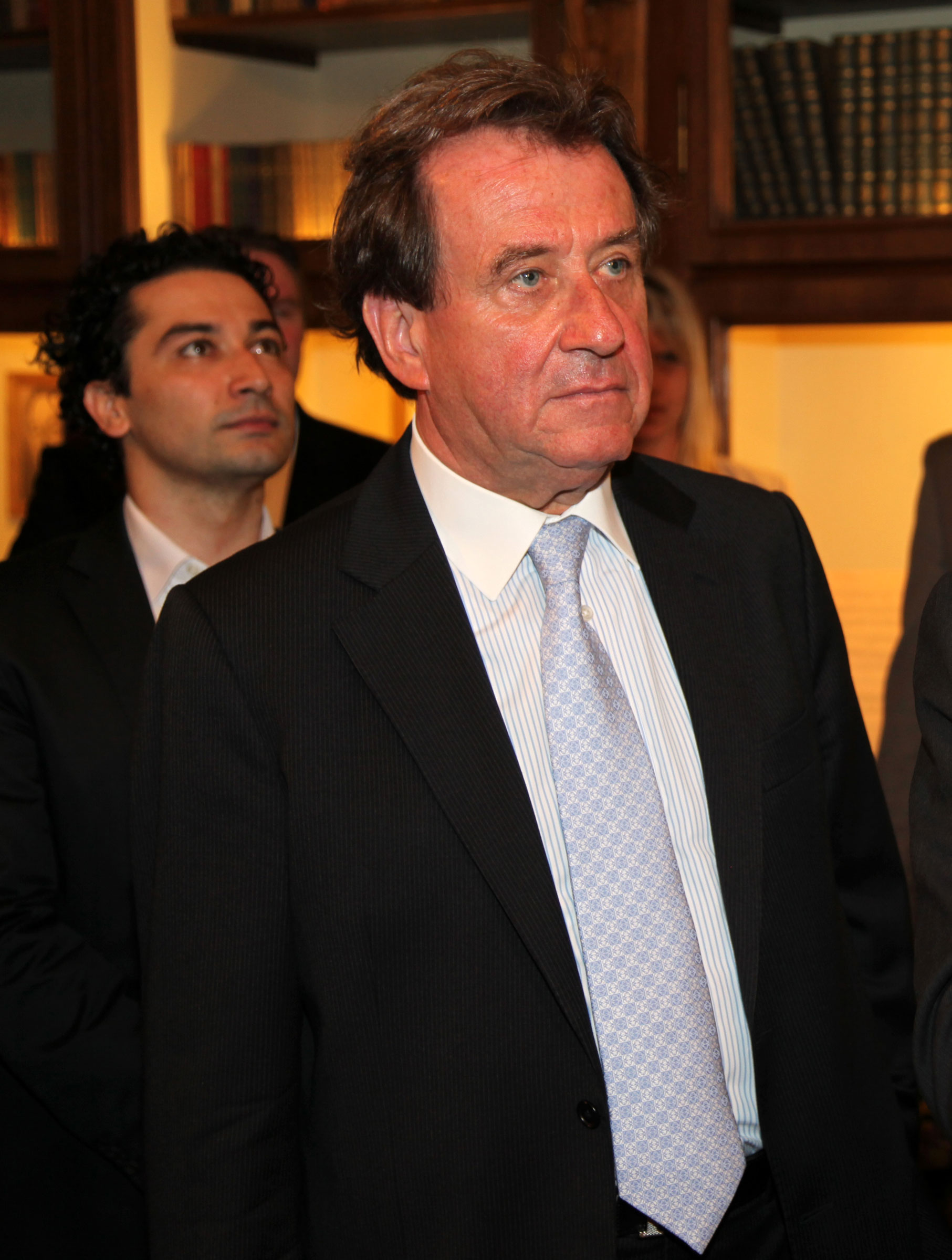

루돌프 부흐빈더 (Rudolf Buchbinder, 1946년 12월 1일 체코슬로바키아 리토메르지체 출생)는 오스트리아의 클래식 피아니스트이다.
부흐빈더는 빈 국립음대에서 공부했다. 1965년에는 북미와 남미를 순회했다. 1966년 그는 반 클라이번 국제 피아노 콩쿠르에서 특별상을 수상했다. 빈 필하모닉과 순회 공연을 했으며 전 세계에서 솔리스트로 활동했다.
그는 또한 바젤 음악원에서 피아노를 가르쳤다.
Teldec 레이블을 위해 요제프 하이든의 건반 음악, 모차르트의 주요 작품, 베토벤 피아노 소나타 및 변주곡, 아르농쿠르 및 암스테르담 왕립 콘체르트헤보우 오케스트라와의 브람스 피아노 협주곡을 녹음했다. 베토벤 피아노 협주곡을 두 번 녹음했는데, 처음에는 2007년 Preiser 레이블 의 비엔나 심포니 오케스트라 와, 2011년 Sony 레이블 의 비엔나 필하모닉과 함께 녹음했다. 이 주기는 콘서트에서 라이브로 녹음되었으며 CD와 DVD로 출시되었다.
그는 베토벤의 디아벨리 변주곡을 녹음했다. 그는 모차르트의 피아노 협주곡과 소나타를 해석하며 대개 건반으로 지휘하는 이 위대한 작품의 숙달성과 감수성을 보여준다. 실제로 모차르트의 음악은 그의 레퍼토리의 핵심이다.
2007년부터 부흐빈더는 Grafenegg Festival의 예술 감독을 맡고 있다.